# Kościół św. Jacka w Opolu-Kolonii Gosławickiej
Kościół św. Jacka – rzymskokatolicki kościół parafialny położony przy ulicy Tysiąclecia 11 w Opolu-Kolonii Gosławickiej. Kościół należy do Parafii św. Jacka w Opolu-Kolonii Gosławickiej w dekanacie Opole, diecezji opolskiej.

## Historia kościoła
W latach 50. XX wieku rozpoczęto starania o pozwolenie na budowę kościoła w Opolu-Kolonii Gosławickiej. W latach 60. XX wieku, mimo braku, rozpoczęto prace przygotowawcze. Projekt świątyni wykonał opolski architekt Jakub Schroeter, a obliczenia konstrukcyjne Jan Piersiak. 17 września 1978 roku został poświęcony plac budowy i postawiono na nim krzyż. W październiku 1978 roku ruszyły pierwsze prace. 7 czerwca 1981 roku, biskup diecezjalny opolski, bp. Alfons Nossol wmurował kamień węgielny. 22 października 1989 roku, biskup Alfons Nossol, dokonał konsekracji nowo wybudowanej świątyni. W 1997 roku podczas uroczystej Mszy św. celebrowanej przez bp. Jana Bagińskiego zostały poświęcone trzy nowe dzwony, odlane w Ludwisarni Felczyńskich, w Taciszowie.